# Іван де Гарландія
Йоган де Гарландія (фр. Jean de Garlande) (розквіт творчої діяльності близько 1250 року) — французький теоретик музики, один із провідних учених періоду Ars antiqua. Викладав у Паризькому університеті.

## Коротка характеристика
Трактат «Про плавну музику» (лат. De plana musica) містить класифікацію музики за Боецієм, учення про сольмізацію за Гвідо д'Ареццо. Трактування інтервалів (розташовані в порядку убування консонантності) і хроматики (лат. musica falsa) відбивають сучасну йому практику. Історичним досягненням Гарландії в галузі гармонії стало розміщення обох терцій (хоча й виражених традиційними піфагорійськими числовими відношеннями) в групі консонансів, при цьому велику сексту Гарландія визначив як недосконалий (тобто нерізкий, негострий) дисонанс, а малу — як середній дисонанс. Частина трактату про (монодичні) лади не збереглася.
Основна заслуга Йогана де Гарландії — кодифікація ритміки багатоголосної музики і її запису в системі модальної нотації. У трактаті «Про розмірену музику» (лат. De mensurabili musica) Гарландія встановив 6 типових ритмічних модусів, правила лігатур і альтерацій, графеми для нот і пауз різної протяжності. Він також описав 3 основних жанри багатоголосної музики — дискант (докладно), копулу і органум (коротко), орієнтуючись на практику школи Нотр-Дам.
Вчення Йогана де Гарландії підготувало ґрунт для розвитку повномасштабної теорії мензуральної ритміки (і нотації) у працях Франко Кельнського, Філіпа де Вітрі і Маркетто Падуанського.

## Проблема авторства
Проблема авторства Гарландії існує більше століття. Деякі дослідники ототожнюють його з однойменним англійським філологом і поетом, автором «Паризької поетики» (між 1218 і 1249). Інші вважають, що Йоган де Гарландія був паризьким ученим музикантом (musicus) і книготорговцем, який жив наприкінці XIII і в перших десятиліттях XIV століття, і насправді лише відредагував трактат «De mensurabili musica», написаний за півстоліття до Гарландії невідомим талановитим автором.

## Твори
- De mensurabili musica, hrsg. v. E.Reimer. Wiesbaden, 1972. 2 Bde.
- Musica plana, hrsg. v. C. Meyer. Baden-Baden, 1998.

## Примітка
1. ↑  Identifiants et Référentiels — ABES, 2011.
2. ↑  Тобто про одноголосся (григоріанський хорал).
3. ↑  Тобто про техніку багатоголосної композиції (світської або церковної).